# Dzeržinski (priimek)
Dzeržinski je priimek več znanih oseb:
- Feliks Edmundovič Dzeržinski (1877—1926), ruski (sovjetski) revolucionar poljskega rodu
- Ivan Ivanovič Dzeržinski (1909—1978), ruski skladatelj